# Oliarus bingervillei
Oliarus bingervillei är en insektsart som beskrevs av Synave 1968. Oliarus bingervillei ingår i släktet Oliarus och familjen kilstritar. Inga underarter finns listade i Catalogue of Life.